# بين بيج
بين بيج (بالإنجليزية: Ben Page)‏ (9 أبريل 1985 في الولايات المتحدة - ) هو لاعب كرة قدم أمريكي في مركز الوسط. لعب مع Charlotte Eagles ‏ وSouthern California Eagles ‏.

## وصلات خارجية
- بين بيج على موقع قاعدة بيانات كرة القدم.إي يو (الإنجليزية)